# الاستفتاء الدستوري الفنزويلي 2009
وكان استفتاء عام 2009 تصويتا وافق فيه مواطنو فنزويلا على التعديل رقم 1 من دستور فنزويلا؛ وقد ألغى هذا التعديل حدود مدة ولاية مناصب الرئيس ومحافظي الولايات ورؤساء البلديات ونواب الجمعية الوطنية.
وقد حدد الدستور الحالي، الذي تم إقراره في عام 1999 بالاستفتاء، فترة عضوية مدتها ثلاث سنوات للنواب، ومدة ولاية كل منهما فترتان للمناصب الأخرى. وقد طرح التعديل المقترح على استفتاء في 15 فبراير 2009 وأيده 54% من الناخبين، مع مشاركة ما يقرب من 70% من الناخبين المسجلين. وبعد إزالة حدود فترة ولايته، وعد شافيز للمؤيدين بأنه سيقود فنزويلا حتى عام 2030.

## أحكام التعديل
وكان العنوان الكامل للقانون هو التعديل رقم 1 من دستور جمهورية فنزويلا البوليفارية. وقد وافقت عليه أغلبية أعضاء الجمعية الوطنية. ويذكر الحزب الاشتراكي الموحد لفنزويلا (حزب شافيز السياسي) أن المبادرة قد حظيت بدعم أكثر من ستة ملايين شخص. ويؤثر التعديل على المواد 160 و 162 و 174 و 192 و 230 من الدستور.

## رد الفعل
وكان رد الفعل الأولي للمعارضة على اقتراح الاستفتاء هو أنه غير قانوني. ووصف هنري راموس آلوب الأمين العام لحزب العمل الديمقراطي المعارض الاقتراح بأنه «غير قانوني وغير دستوري» لأن المادة 345 تقول إن «مبادرة الإصلاح الدستوري المنقحة قد لا تقدم خلال نفس الفترة الدستورية للجمعية الوطنية». Chávez تجنب هذه القضية بالإعلان عن أن تغيير الدستور سوف يكون في هيئة تعديل، بدلا من الإصلاح الدستوري. فضلا عن ذلك فقد أعيد تعريف التعديل الدستوري بحيث ينطبق على كافة المناصب الشعبية المنتخبة، وليس فقط على الرئيس. وذكرت إلينيس رودريغيز مارتينيز، وهي أحد زعماء حزب Primero Justicia المعارض، أن التغيير المقترح يشكل تغييرا أساسيا في الدستور، وبالتالي لا يمكن التصويت عليه كتعديل.

### دوليا
بعد مزاعم بأن مسئولين أمريكيين قد اجتمعوا مع زعماء المعارضة الفنزويليين في بورتوريكو (وهو ما نفته الولايات المتحدة)، شافيز اتهم الرئيس الأمريكي باراك أوباما بالتدخل في الاستفتاء، مضيفا أنه «قال إنني عقبة أمام التقدم في أمريكا اللاتينية... لذلك يجب إزالتها، هذه العقبة، أليس كذلك؟» كما أضاف شافيز أن أوباما كان تحت ضغط من البنتاجون ليشن ضغوطا شديدة على فنزويلا من خلال الاقتباس: «هو [أوباما] يعرف أنه إذا لم يطيع أوامر الإمبراطورية، فمن المحتمل أن يُقتل».
وقد تم اعتماد نحو 100 مراقب دولي لمراقبة التصويت، ولكن لم يكن لدى منظمة الدول الأمريكية أو الاتحاد الأوروبي مراقبين رسميين في فنزويلا. وقال مراقبون من دول أمريكا اللاتينية وأعضاء البرلمان الأوروبي والأكاديميون الأوروبيون إن الاقتراع كان حرا ونزيها. وأشاد المتحدث باسم وزارة الخارجية الأمريكية نويل كلاي «بالروح المدنية» للاستفتاء. وأضاف أنه من المهم أن يركز المسؤولون المنتخبون في فنزويلا على «الحكم الديمقراطي».